# María Ana Gabriela de Borbón-Condé
María Ana Gabriela de Borbón-Condé y Borbón (Versalles, 22 de diciembre de 1690-Villejuif, 30 de agosto de 1760) fue una de las hijas de Luis III de Borbón-Condé y de su esposa Luisa Francisca de Borbón, hija mayor sobreviviente e legitimada del rey Luis XIV de Francia y de su amante Madame de Montespan.

## Primeros años
Primera hija del duque Luis III de Borbón-Condé y de su esposa Luisa Francisca de Borbón hija legitimada de Luis XIV. Era la hija favorita de su madre, pero más tarde fue sustituida por su hermana menor Luisa Isabel. Como Princesa de sangre, gozaba el estilo de Su Alteza Serenísima.

## Carrera eclesiástica
En 1706, se hizo monja en la Abadía de Fontevraud en Anjou. Más tarde se volvió abadesa en la prestigiosa San Antonio des Champs, en 1723 y era conocida como Madame de Borbón. 
Falleció el 30 de agosto de 1760 en el suburbio parisino de Villejuif. Fue precedida en la muerte por sus hermanos Luis Enrique (1692-1740), María Ana (1697-1741), Luisa Ana (1695-1758) y Carlos (1700-1760); este último fallecido un mes antes.

## Títulos y honores
- 22 de diciembre de 1690-6 de mayo de 1706: Su Alteza Serenísima, Mademoiselle de Borbón
- 1723 - 30 de agosto de 1760: Su Alteza Serenísima, Madame de Borbón